# Evergrande Group
Evergrande Group (già Hengda Group) è un produttore immobiliare cinese basato alle Isole Cayman. È il secondo più grande per vendite in Cina. Fondato nel 1996 da Hui Ka Yan, ha la sede nel centro finanziario Houhai nel distretto di Nanshan, Shenzhen, provincia del Guangdong, è registrato alle Isole Cayman e vende appartamenti per lo più a persone con reddito medio-alto.
Quotato alla Borsa di Hong Kong, nel 2018 è diventato il gruppo immobiliare di maggior valore al mondo. Nel 2021, i pagamenti che Evergrande ha dovuto effettuare sul proprio debito hanno dato il via alla crisi del settore immobiliare cinese del 2020-2022; i debiti totali di Evergrande sono stati stimati in centinaia di miliardi di dollari. Questo è stato uno dei motivi del calo di molti indici di Borsa il 20 settembre 2021.
Il 17 agosto 2023,  indebitata per 300 miliardi di dollari, Evergrande Group ha dichiarato bancarotta invocando a Manhattan, New York, presso il tribunale fallimentare degli Stati Uniti, il capitolo 15 del codice fallimentare statunitense per la protezione dai creditori. Il 29 gennaio 2024 un tribunale di Hong Kong ne ha ordinato la liquidazione.

## Storia
Evergrande fu fondata da Hui Ka Yan a Guangzhou nel 1996 durante un periodo di urbanizzazione di massa in Cina.
A ottobre 2009 la compagnia raccolse 722 milioni di dollari in una IPO nella Borsa di Hong Kong (SEHK).

### L'espansione
Il gruppo ha comprato la squadra di calcio Guangzhou Evergrande nel 2010 investendovi pesantemente, e con allenatore Marcello Lippi ha vinto la AFC Champions League 2013; successivamente ha avuto come allenatori anche Fabio Cannavaro e Felipe Scolari.
Il gruppo ha anche un marchio di acqua minerale: Evergrande Spring (恒大冰泉).
In anni recenti Evergrande ha espanso i propri affari in altri settori: pannelli solari, allevamenti di maiali, agroindustria e latte artificiale.
Nel 2017 le azioni di Evergrande sono salite di 3-4 volte il loro valore, rendendo il fondatore Hui Ka Yan uno degli uomini più ricchi di Cina e Asia. Nell'elenco delle persone più ricche del mondo secondo Forbes del 2020 è alla posizione 34, con un patrimonio personale di 21,8 miliardi di dollari.

### L'indebitamento
Nell'agosto 2021, il Financial Times ha riferito che il gruppo Evergrande doveva affrontare un numero elevato di cause intentate da appaltatori nei tribunali cinesi poiché era aumentata la pressione sulla gestione dell'azienda per ridurre i suoi 300 miliardi di dollari di passività, inclusi circa 100 miliardi di dollari di debito.
A metà settembre 2021 la società rischiava di non essere in grado di emettere gli interessi sul prestito in scadenza il 20 settembre. È stato stimato che circa 1,5 milioni di clienti potrebbero perdere i depositi dovuti per l'acquisto delle case Evergrande, non ancora costruite, se l'azienda crolla.

### La crisi
I pagamenti che Evergrande ha dovuto effettuare sul proprio debito hanno dato il via alla crisi del settore immobiliare cinese del 2020-2022. I debiti totali di Evergrande sono stati stimati in centinaia di miliardi di dollari. Questo è stato uno dei motivi del calo di molti indici di Borsa il 20 settembre 2021.  Alla fine del 2021, secondo quanto riferito, il governo cinese stava lavorando alla ristrutturazione di Evergrande per risolvere la crisi. Il gruppo ha anche chiesto una moratoria sull'opzione di rimborso anticipato su una delle sue obbligazioni denominate in yuan dai suoi obbligazionisti il 7 gennaio 2022.
Nel 2022, la società ha annunciato che avrebbe trasferito la propria sede a Guangzhou a causa della necessità di ridurre le spese.
Nell'aprile 2022, Reuters ha riferito che la costruzione di molti progetti era stata riavviata e che la società aveva debiti per 300 miliardi di dollari.
Il 17 luglio 2023, Evergrande ha reso pubblico di aver registrato una perdita netta attribuibile agli azionisti di 476 miliardi di yuan (66,3 miliardi di dollari) per il 2021 e di 105,9 miliardi di yuan (14,7 miliardi di dollari) per il 2022. Il gruppo ha dichiarato che la sua le passività totali al 31 dicembre 2022 erano pari a 2,43 trilioni di yuan (circa 340 miliardi di dollari). Le udienze in tribunale sulla ristrutturazione dei debiti del gruppo si sarebbero tenute nel luglio 2023 a Hong Kong e nei Caraibi.
Il 17 agosto 2023, Evergrande ha presentato istanza per il capitolo 15 del codice fallimentare degli Stati Uniti per la protezione dai creditori, presso il tribunale fallimentare degli Stati Uniti a Manhattan.

## Le attività
- Immobiliare — Evergrande Real Estate era in prima linea nel mercato immobiliare cinese ed era conosciuta come "Wan Heng Bi" con le altre due prime tre società immobiliari, Vanke e Country Garden.
- Sport — Nel marzo 2010, Evergrande ha acquistato tutte le azioni del Guangzhou Evergrande per 100 milioni di yuan. Il 16 aprile 2020 Evergrande ha aperto la costruzione del "Guangzhou Evergrande Football Stadium" nel villaggio di Xie, Distretto di Panyu, città di Canton.
- Automobile — Evergrande Group ha annunciato a novembre 2019 che investirà 45 miliardi di yuan nei prossimi tre anni per sviluppare nuovi veicoli energetici, costruire tre basi di produzione a Nansha, Guangzhou e Shanghai e lanciare il primo lotto di veicoli elettrici nel nome di "Evergrande New Energy Veicol" nel 2020. Il concetto di serie Hengchi è stato incorporato nel Gruppo Guanghui, il più grande rivenditore di auto al mondo, per stabilire una rete di vendita; è stata costituita una società di joint venture "State Grid Evergrande" con la State Grid per fornire servizi di ricarica intelligenti posti auto nei parcheggi condominiali. Nel giugno 2020 Evergrande Group acquista il rimanente 49% di National Electric Vehicle Sweden per 380 milioni di dollari, dopo che nel 2019 aveva acquisito il 51% delle quote per 931 milioni di dollari.
- Turismo — Gli operatori turistici del gruppo Hengda sono due importanti marchi di parchi a tema "Hengda children of the world", "Hengda water world", e Hainan ha un grande complesso turistico "Chinese island of Hainan to spend".
- Salute — "Evergrande Health Group" gestisce principalmente la "Evergrande Health Valley" nella comunità degli appartamenti per pensionati e collabora con il Brigham and Women's nel Massachusetts per gestire il "Boao Evergrande International Hospital" di Hainan. Nel 2015, Evergrande Health Industry era costituita dalla holding Evergrande Real Estate Group Co., Ltd. (il predecessore del China Evergrande Group) e dal Wonchen Medical Beauty Group della Corea del Sud, formando l'"Hengda Wonchen Medical Beauty Hospital".
- Intrattenimento — La rete Heng Teng nel 2015 da parte di Evergrande Real Estate Group Co., Ltd (predecessore del gruppo China Hengda) e Tencent Holdings, a Guangzhou, ha istituito (sede centrale) una società congiunta a Shenzhen "Karen Teng Network Limited". Il 26 ottobre 2020, Hengteng Network ha annunciato che avrebbe acquisito il 100% di Ruyi Pictures emettendo nuove azioni a un prezzo totale di transazione di circa 7,2 miliardi di HK$.
- Finanza — Evergrande Group ha acquisito una partecipazione del 50% in Sino-Singapore Great Eastern Life Insurance Company nel 2015 e ha cambiato il suo nome in Evergrande Life. Inoltre, Evergrande Group è il maggiore azionista di Shengjing Bank, detenendo il 17,28% delle azioni.
- Beni di largo consumo — Evergrande Group è stato coinvolto nelle attività di cereali e petrolio, prodotti lattiero-caseari e acque minerali. Evergrande Group ha lanciato l'acqua minerale "Hengda Bingquan" all'inizio del 2014 e ha invitato numerosi artisti tra cui Jackie Chan a fare pubblicità con 6 miliardi di yuan di commissioni pubblicitarie. Dopo un'enorme perdita di 4 miliardi di yuan e ha lasciato il mercato nel 2016.
- Musica — Hengda Group nel dicembre 2010 soldi nella creazione della musica Hengda, ha invitato Song Ke, presidente, Gao Xiaosong è stato direttore musicale, ha invitato Jin Zhiwen, il grande Zhang è diventato i suoi artisti firmati, in tournée alla creazione del marchio "Hengda Star Music Festival", si è ritirato dall'attività nel 2015, "Hengda Music" è stata ribattezzata "Xinao Music".

## Dati finanziari
| Dati finanziari annuali               | 2016  | 2017   | 2018   | 2019   | 2020  |
| ------------------------------------- | ----- | ------ | ------ | ------ | ----- |
| Fatturato (in miliardi di yuan)       | 211,4 | 311,1  | 466,2  | 477,6  | 507,2 |
| Fatturato (in miliardi di €)          | 27,55 | 40,11  | 60,12  | 61,59  | 65,42 |
| Risultato Netto (in miliardi di yuan) | 5,091 | 24,372 | 37,390 | 17,280 | 8,076 |
| Risultato Netto (in miliardi di €)    | 0,663 | 3,14   | 4,82   | 2,23   | 1,04  |
| Totale attivo (in trilioni di yuan)   | 1,351 | 1,762  | 1,880  | 2,207  | 2,301 |
| Totale attivo in miliardi di €        | 175,9 | 229,4  | 244,9  | 287,5  | 299,8 |

## Azionisti Evergrande Real Estate
- China Evergrande Group 63,46%
- Shandong Expressway Group 5,652% (23 miliardi di RMB)
- Suning Appliance Group 4,7038% (20 miliardi di yuan)
- Jiayu Investment 1,82% (7 miliardi di RMB)
- Shenzhen Zhengwei Group 1,1759% (5 miliardi di RMB)
- Guangzhou Yihe Investment 1,1759% (5 miliardi di RMB)
- Fondo di investimento azionario Sichuan Dingxiang 1,1759% (5 miliardi di RMB)
- Shenzhen Holdings